# Дзеркальний сонячний концентратор
Дзеркальний сонячний концентратор (mirror or reflective solar concentrator) — пристрій управління оптичним випромінюванням у просторі і часі, призначений для збирання енергії широкого спектрального потоку сонячних випромінювань, каналізації та транспортування їх на невеликий за площею але високоефективний приймач сонячної енергії, використовуючи властивість оптичних променів відбиватись на кордоні діелектриків.
Вимогам сонячних енергетичних систем у більшій мірі відповідають відбиваючі концентратори у вигляді одноелементних або багатоелементних (фацетних) конструкцій, що набрані з великої кількості дзеркальних граней. Особливої уваги заслуговують багатоелементний оптичний концентратор, зіставлений із плоских дзеркальних дефлекторів, параболічний тарілкоподібний концентратор та параболо-циліндричний кюветний концентратор, які є ключовими елементами баштової, тарілкоподібної та, параболо-циліндричної або кюветної сонячних теплоелектростанцій.

## Особливості відбиття світла на кордоні двох середовищ
Поведінка оптичного випромінювання на кордоні двох середовищ описується законами геометричної та фізичної оптики. Теорія геометричної оптики заснована на законах прямолінійного поширення випромінювання в однорідному середовищі, незалежності та оборотності ходу променів, відбиття та заломлення (рефракції) випромінювання на границі двох середовищ а також на законі збереження енергії.
Згідно закону прямолінійного поширення випромінювання оптичний промінь рухається в однорідному середовищі прямолінійно з постійною швидкістю. Якщо ж середовище є неоднорідним, то в різних областях швидкість руху променя є різною, і тоді прямолінійність його розповсюдження порушується. Прямолінійність поширення випромінювання не виконується, наприклад, коли на його шляху знаходиться перешкода у вигляді непрозорого екрану або діафрагми з дуже малим отвором. У цих випадках спостерігається дифракція.
Закон незалежного поширення визначає, що окремі промені, що виходять з різних центрів випромінювання, не впливають один на другого.
Принцип оборотності променів означає незалежність траєкторії променя від того, в прямому чи у зворотному напрямку він поширюється.
Базовим постулатом геометричної оптики можна вважати принцип найменшого часу, запропонований французьким математиком П'єром де Ферма (1607—1665) в 1662 році для пояснення закону заломлення світла. Принцип стверджує, що шлях, який проходить промінь між двома заданими точками, є той, який можна пройти за найменший час. Іншими словами, оптична довжина реального шляху, що проходить промінь між точками, менша за оптичну довжину будь-якої іншої кривої, яку можна провести між цими двома точками. Тож, промінь обирає таку траєкторію, щоб затратити найменший час на подолання відстані між двома точками.
При поширенні випромінювань в неоднорідних середовищах спостерігаються явища відбиття та заломлення. Найпростішою неоднорідністю є плоска межа розділу двох нескінченних однорідних середовищ, у яких випромінювання поширюється з фазовими швидкостями  відповідно υ1 і υ 2. У випадку, коли n1 < n2. промінь 1, що падає з першого середовища під кутом θi
При падінні на межу поділу між двома ізотропними матеріалами з показниками заломлення ni та nt плоскої хвилі з хвильовим вектором ki виникає відбита плоска хвиля, що характеризується хвильовим вектором kr, і пропущена плоска хвиля, що характеризується хвильовим вектором kt. Хвильові вектори ki, kr і kt лежать в одній площині падіння yz і складають з нормаллю до межі розділу кути θi, θr і θt. Вісь x спрямована по нормалі до площини рисунка.
Світлові хвилі, що падають на матеріал, викликають невеликі коливання поляризації в окремих атомах (або коливання електронів у металах), змушуючи кожну частинку випромінювати невелику вторинну хвилю в усіх напрямках, як дипольна антена. Усі ці хвилі сумарно створюють дзеркальне відбиття та заломлення відповідно до принципу Гюйгенса–Френеля. Відбиття як і розсіювання є вимушеним випромінюванням тіла.
Із-за наявності великого числа вільних електронів у металах, світло майже повністю поглинається вже на глибині, значно меншій за довжину хвилі. У випадку діелектриків, таких як скло, електричне поле світла діє на електрони в матеріалі, а збуджені електрони створюють поля та стають випромінювачами. Відбите світло є комбінацією зворотного випромінювання всіх електронів. Заломлене світло в склі є комбінацією прямого випромінювання електронів і падаючого світла.
Розв'язування рівнянь Максвелла для світлового променя, що потрапляє на межу, дозволяє визначити відношення відбитих і пропущених компонент поля до компоненти падаючого поля для s-поляризованого світла та p-поляризованого світла або так звані коефіцієнти Френеля, які визначають амплітуди та фазу електричного поля оптичних випромінювань на кордоні діелектриків.
Виходячи із закону збереження енергії, потік енергії, який  падає на поверхню Рі, має дорівнювати сумі відбитого Pr та пропущеного Pt потоків s-поляризованого та p-поляризованого світла.
Коли світло падає на поверхню розділу речовин, кількість відбитого і пропущеного світла залежить від поляризації. Нанесення діелектричного покриття з показником заломлення n3 та товщини λ/4 на скло змінює коефіцієнт відбиття випромінювання. Просвітлення скла досягається нанесення плівок фтористого магнію MgF, двоокису титану TiO2, двоокису кремнію SiO2 тощо. Підбиранням діелектричних покриттів можна регулювати співвідношення р- та s-поляризації.
Коли пучок неполяризованого світла падає на поліровану поверхню пластини оптичного скла, він після відбиття стає плоскополяризованим. Відмінність плоскополяризованого світла від звичайного може спостерігатися шляхом посилання відбитого світла на другу скляну поліровану поверхню під тим же кутом.
Якщо кути падіння пучка світла відрізняються від кута максимальної поляризації на певну величину, інтенсивність поляризованого світла також буде проходити максимальне та мінімальне значення, але її величина буде меншою, і у точці A2 завжди буде спостерігатися відбитий пучок світла.
Критичний кут, при якому спостерігається нульове значення інтенсивності відбитого у точці A2 світла, називається кутом поляризації. Його величина визначається якісними характеристиками оптичного скла. Ця умова виникає, коли відбитий і пропущений хвильові вектори kr і kt перпендикулярні один одному.
Цей особливий кут падіння (Брюстера) названо на честь шотландського фізика Девіда Брюстера, 1781—1868. Під кутом Брюстера р-поляризоване світло не відбивається, оскільки вектори kr і kt взаємоперпендикулярні, і мікроскопічні диполі на поверхні другого матеріалу не випромінюють вздовж своїх осей згідно рівнянь Максвелла.
Закони Френеля виконуються не тільки при падінні світла із менш оптично густого середовища на поверхню більш густого середовища, але і при падінні світла із більш оптично густого середовища на поверхню менш оптично густого середовища, у цьому випадку виникає внутрішнє відбиття світла. 
Повне внутрішнє відбиття використовується як засіб збирання та транспортування хвиль з використанням оптичних світловодів. Оптичний хвилевід — пристрій для спрямованого поширення світла. У градієнтних хвилеводах показник заломлення в серцевині неперервно зменшується між віссю та облицюванням. Це змушує промені світла плавно згинатися, наближаючись до оболонки, а не різко відбиватися від неї.
До цього часу довільно вигинати промінь дозволяє лише волоконна оптика.

## Схеми концентраторів

### Багатоелементний оптичний концентратор, зіставлений із плоских дзеркальних дефлекторів
Ключовим елементом баштової сонячної електростанції є багатоелементний оптичний концентратор, зіставлений із плоских дзеркальних дефлекторів для нагнітання сонячних випромінювань. Сонячний концентратор OSC включає низку плоских рухомих дзеркал — оптичних дефлекторів (геліостататів) OD, які збирають сонячні промені SR на центральному приймачі сонячної енергії, встановленому на вершині вежі ST.
Кожен оптичний дефлектор OD цього багатоелементного концентратора містить плоске поворотне дзеркало, що конструктивно встановлено на механічний пристрій, який позиціонує це дзеркало по двом координатам кроковими електродвигунами по командам комп'ютера таким чином, щоб постійно протягом дня спрямовувати сонячне світло Сонця SOL на вежу ST. Великі сонячні теплові електростанції включають цілі поля дзеркальних оптичних дефлекторів площею 150—320 гектарів.
Центральний приймач на вежі містить теплоносій у вигляді розплавленої солі.
Найбільш відомими є баштові сонячні теплові електростанції: Ivanpah потужністю 392 МВт в пустелі Мохаве, південно-східна Каліфорнія; PS10 потужністю 11 МВт в Андалусії, Іспанія; електростанція Ашалім встановленою потужністю 121 МВт в Негеві, Ізраїль; THEMIS потужністю 60 кВт у Східних Піренеях, Франція та німецька експериментальна вежа Юліх встановленою потужністю 1,5 МВт.
У 2021 році Національна лабораторія відновлюваної енергії США (NREL) оцінила вартість електроенергії від концентрованої сонячної енергії з 10-годинним зберіганням у 0,076 доларів США за кВт-год у 2021 році, 0,056 доларів США за кВт-год у 2030 році та 0,052 доларів США за кВт-год у 2050 році.

### Сферичний концентратор
Можливо, найпростішим з точки зору розрахунку та виготовлення є дзеркальний сферичний концентратор, відбиваюча поверхня якого має вигляд сегмента сфери — геометричного місця точок, рівновіддалених від центру. Сфера є окремим випадком еліпсоїда, у якого всі три півосі однакові.
Сферу можна розглядати також як поверхню обертання півкола навколо його діаметра. Сукупність точок перетину сферичного дзеркала з площиною утворюють коло — плоску криву другого порядку.
Сферичний сонячний концентратор є увігнутим відбиваючим дзеркалом. Параксіальні промені, паралельні головній оптичній осі опуклого сферичного дзеркала, перетинаються в одній точці, що зветься його фокусом. Відстань f1 точки фокуса до дзеркала дорівнює половині радіусу R.
У сферичного дзеркала, як взагалі у будь-якого дзеркала, відсутня хроматична аберація, але існує сферична аберація, оскільки сферичне дзеркало може збирати в одній точці лише параксіальні промені, паралельні головній оптичній осі.

### Параболічний концентратор
Корекція викривлень хвильового фронту, що відносяться до аберацій 3-го та вищих порядків, досягається використанням асферичних (параболічних, гіперболічних та інших) поверхонь, форма яких утворена шляхом обертання кривих ліній другого порядку відносно своєї вісі. Параболічне дзеркало може збирати паралельні промені від дуже віддаленого об'єкта у набагато меншу пляму, ніж сферичне дзеркало. Книга А. Рабла "Активні сонячні колектори та їх застосування" є класичною публікацією у галузі параболічних сонячних концентраторів, яка розкриває такі поняття, як сонячна геометрія, моделі інсоляції, метеорологічні дані, основи оптики сонячних концентраторів, оптимізація параболічних рефлекторів, теплопередача в сонячних колекторах, властивості матеріалів тощо. Дослідження різних конструкцій дзеркальних концентраторів виконано у публікаціях багатьох авторів: А. Гарсія-Сігура та ін., Б. М. Коугенура та ін. Б. Ель Маджида, С. Мотаххіра, А. Ель Гзізала, Г. Рінкера, Л. Соломона, С. Г. Цю та Р. Вінстона.
Парабола — крива другого порядку, геометричне місце точок, що рівновіддалені від точки фокуса і прямої, що зветься директрисою. Математично парабола описується поліномом другого степеня однієї змінної.
Узагальнене рівняння параболи з вершиною у довільній точці є (квадратним) рівнянням другого порядку.
Розташування і розмір параболи залежать від значень коефіцієнтів a, b і c. Потрібно відзначити, що тільки увігнуте параболічне дзеркало створює стигматичне зображення безкінечно віддаленої точки, що знаходиться на його оптичній осі.
У відповідності до типу параболічного дзеркала сонячні концентратори діляться на тарілкоподібні конструкції (рarabolic dish concentrator), форма яких утворена шляхом обертання параболи відносно своєї осі, та параболо-циліндричні конструкції (рarabolic trough concentrator), форма яких утворена параболою, що зміщується паралельно собі самій.
Виготовлення одноелементного тарілкоподібного параболічного концентратора великих розмірів пов'язано з великими труднощами, тому на практиці використовують дзеркальні фацетні концентратори (mirror faceted concentrator), що складаються з окремих скляних дзеркал плоскої або криволінійної форми, які формують загальну відбиваючу поверхню. Як відбиваюче покриття звичайно використовується срібло або алюміній. При створенні особливо точних оптичних концентраторів можуть бути використані принципи адаптивної оптики, засновані на синтезі класичних методів оптики та теорії керування. Використання технологій адаптивної оптики дозволяє досягти високої якості концентрації випромінювання в умовах дії зовнішніх факторів, наприклад, теплових деформацій оптичних поверхонь та збурення повітряного середовища шляхом використання фазових коректорів. Частина публікацій сфокусована на характеризації конструктивних матеріалів та стійкості концентраторів до сонячної радіації та високих температур.
У однокаскадному дзеркальному концентраторі приймач сонячної енергії розташовується у фокальній площині, що призводить до екранування центральної частини дзеркала. Менш поширеними є конструкції двокаскадних дзеркальних концентраторів — оптичних систем, які складаються з двох дзеркал, розташованих одне за одним по ходу оптичного променя, кожне з них є відповідальним за сходження променів. Промені сонячного світла паралельними пучками падають на перше дзеркало, що зветься головним і характеризується діаметром D1 та фокусною відстанню f11. Від нього промені відбиваються на вторинне дзеркало діаметром D2 та фокусною відстанню f21. Загальна фокусна відстань дводзеркального концентратора зветься еквівалентною фокусною відстанню f1. Дзеркала системи мають форму тіл обертання другого порядку. Головне дзеркало формує зображення випромінюючого об'єкта (Сонця) в точці свого головного фокуса, а вторинне дзеркало переносить його в точку свого вторинного фокуса. Типовою двокаскадною конструкцією є концентратор, виконаний по схемі Касегрена. Ця конструкція забезпечує необхідну світлосилу та зручне розташування приймача сонячної енергії, за оправою головного дзеркала. Загальна довжина системи значно коротша за еквівалентну фокусну відстань системи. Для проходження світла до приймача сонячної енергії в головному дзеркалі виконується центральний отвір.
Ще більш перспективним вважається комбінування тарілкоподібних параболічних концентраторів із фотоелектричними сонячними елементами з метою створення концентраторних фотоелектричних модулів (concentrating photovoltaic module), а в ідеалі, концентраторних фотоелектричних сонячних електростанцій. Концентратори таких систем у 500—1500 раз збільшують густину сонячних випромінювань на приймачах сонячної енергії, наприклад, гетероструктурних напівпровідникових сонячних елементах (Solar Systems, Australia; Instituto de Concentracion Fotovoltaica, Spain). Концентраторні фотоелектричні системи мають значно менші габарити та є більш енергоефективними (> 26 %) за звичайні фотоелектричні системи. Вони також є значно дешевшими та потребують менших інвестицій на етапі виробництва. Для слідкування концентраторів та приймачів за Сонцем звичайно використовуються двокоординатні геліостати.  

### Параболо-циліндричний концентратор
Параболо-циліндричний концентратор (рarabolic trough concentrator) має вигляд здовженої кювети. Ця конструкція збирає сонячні випромінювання у вигляді лінії, тому вона ще часто зветься кюветним концентратором. В сонячних теплоелектростанціях (Flagsol, Germany) параболо-циліндричні дзеркала концентрують світло на приймачах–трубках, в яких знаходиться рідинний теплоносій. Ця рідина нагрівається майже до 400 оC та прокачується через ряд теплообмінників, при цьому виробляється перегріта пара, що обертає турбогенератор і виробляє електричний струм. Для зниження втрат тепла приймальну трубку може оточувати додаткова теплозберігаюча скляна трубка. Параболо-циліндричні концентратори звичайно включають у себе одно- або двокоординатну систему слідкування за Сонцем (Solargenix Energy). Фірма SkyFuel представила зразки параболо-циліндричних концентраторів на основі пластикових підкладок зі спеціальним дзеркальним покриттям, які забезпечують значне зменшення загальної маси обладнання.
Станом на 2014 рік найбільші сонячні теплоенергетичні системи, що використовують технологію параболічного жолоба, включали електростанції SEGS потужністю 354 МВт у Каліфорнії, електростанцію Solana потужністю 280 МВт із накопичувачем тепла розплавленої солі, проект сонячної електростанції Genesis потужністю 250 МВт, сонячну електростанцію Solaben потужністю 200 МВт в Іспанії та сонячні електростанції Andasol 1. Andasol є параболічною електростанцією в Європі, і Andasol 1 була запущена в експлуатацію в березні 2009 року. Кожна з трьох її станцій має електричну потужність 50 мегават, виробляючи близько 165 ГВт·год на рік. Загальна площа встановлених колекторів становить 51 га, загалом же станція розміщена на площі близько 200 га землі. Згідно з нинішньою урядовою політикою в Іспанії, сонячно-теплова електроенергія отримуватиме пільговий тариф трохи менше 0,27 євро/кВт·год протягом наступних 25 років.